# Brigantaggio

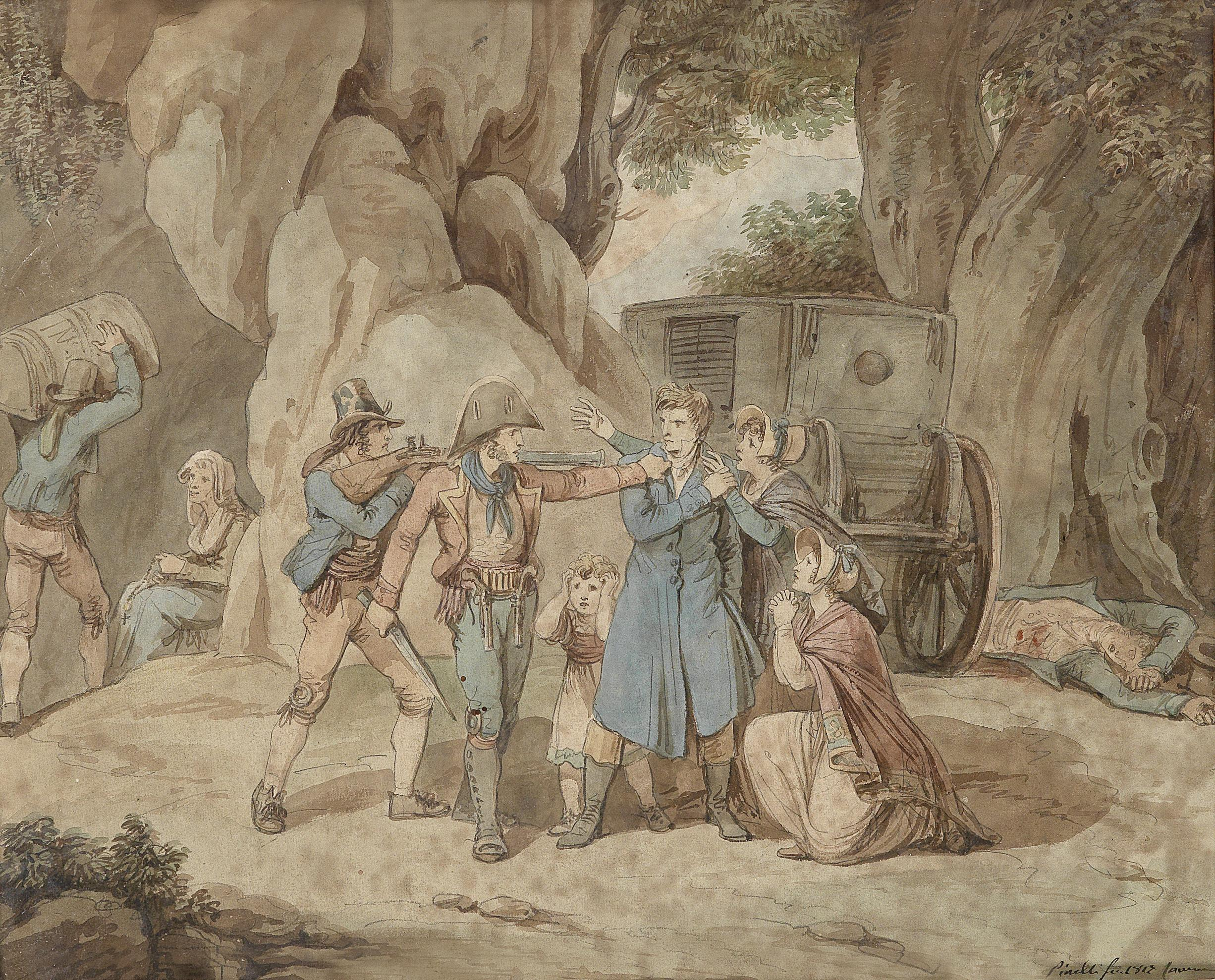
Viatgers assaltats pels brigants, pintura de Bartolomeo Pinelli (1817).

Brigantaggio és un terme que designa el bandolerisme que es va donar a Itàlia, sobretot a finals del segle xviii i durant el primer decenni del segle següent. L'activitat brigantesca va començar sent un mitjà de supervivència (robar per viure) però va adquirir connotacions polítiques i religioses a començaments del segle xix, amb les sublevacions santfedistes i antifranceses. Fou durament reprimit durant l'època del Regne de Nàpols i durant l'ocupació napoleònica, la restauració borbònica i encara més durant el Risorgimento fins a desaparèixer totalment amb el naixement del nou estat italià.
Entre els brigants hi podia haver diferents tipus de persones, de vegades camperols, però també antics militars borbònics sense feina.

## Etimologia
El terme brigant s'ha fet servir a Itàlia per descriure una persona les activitats de la qual estan fora de la llei. Més endavant es va fer servir en sentit despectiu per referir-se als revolucionaris i inconformistes en situacions socials i polítiques. L'origen de la paraula no està encara aclarit. Segons alguns la paraula procediria de brigants, una tribu celta que habitava antigament a Britànnia, coneguts pels romans pel seu caràcter rebel,altres creuen que deriva d'una altra tribu celta del mateix nom, citada per Estrabó, que habitaven a centre Europa i tenien com a capital Augusta Vindelicorum. Altres opinen que ja formava part del vocabulari romà, perquè hi havia una ciutat a la Llombardia anomenada Brigantium, que fou destruïda durant les invasions germàniques de l'any 259. Altres el relacionen amb un terme celta brig, que vol dir «muntanya» i els brigants serien «gent de les muntanyes».

## Orígens i causes
El brigantaggio tenia com a causa principal la misèria i la desesperació, eren bandolers que no robaven per ànim de lucre sinó per sobreviure i les seves víctimes eren viatgers adinerats. Però els brigants no robaven per a ells mateixos, compartien el que obtenien amb altres persones necessitades del seu poble i així van esdevenir herois públics. En l'edat moderna, dins dels grups de brigants hi havia gent de diverses classes socials i, de vegades, comptaven amb la complicitat d'algun senyor que els pagava per resoldre assumptes personals. Quan van comptar amb aquest suport, van esdevenir una força al marge de la llei, difícil de controlar.
Va sorgir en llocs de muntanya, especialment al sud d'Italia, on es donaven determinades condicions: carreteres tortuoses passant per llocs aïllats i on la vegetació facilitava l'amagatall. Segons Giustino Fortunato a més de les circumstàncies de misèria ja esmentades, caldria afegir el factor de la ignorància: els habitants que no havien tingut accés als coneixements mínims del saber no veien altra sortida als seus problemes que la delinqüència.
Encara que aquestes condicions es donaven sobretot al sud d'Itàlia, també van haver brigants famosos en altres parts del país:
il Passatore (al centre, en aquell temps Estats Pontificis), Carcini (a la zona de Llombardia i Vèneto), Giuseppe Mayno i Giovanni Tolu (a Sicília).

## Antecedents
Alguns historiadors consideren com a antecedents algunes figures històriques que en època romana lluitaven per defensar els drets de les classes pobres, com el cas d'un dit Seleuro qui amb el sobrenom de "fill de l'Etna", és esmentat per Estrabó. Es diu que assetjava els viatgers de la capital de Sicília fins que l'any 35 aC el van capturar i el van fer gladiador.
A l'edat mitjana el bandolerisme es va desenvolupar al centre i al nord de la península Itàlica. Es van formar bandes compostes no només per bandits comuns sinó també per opositors polítics o individus rics que havien estat expulsats de la seva residència després de la confiscació dels seus béns. Per sobreviure, aquestes persones es van veure obligades a amagar-se, atacant als comerciants i viatgers.
A la segona meitat del segle XIV es va donar molta activitat de bandolerisme a la rodalia de Cassino i van adquirir renom els brigants: Jacopo Papone de Pignataro i Simeone de San Germano. A la Toscana operava Ghino de Tacco, procedent de la família noble dels Cacciaconti Monacheschi Pecorai, el qual no va dubtar en robar membres del clergat per exemple l'abat de Cluny. Si bé s'hi havia alguns escriptors, com Giovanni Boccaccio que no el consideraven un bandit cruel amb les seves víctimes, fins al punt de dir que era un brigant gentilhome, altres el tenien per un delinqüent més, com Dante que l'esmenta al sisè cant del seu Purgatori.

## Brigantaggioals seglesxviixvii

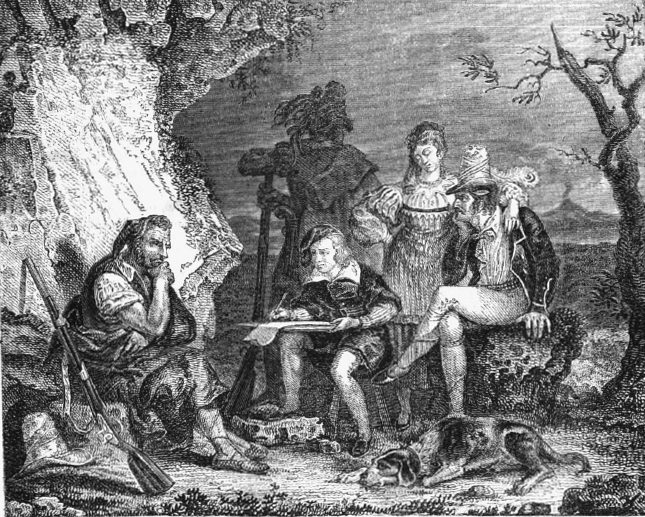
Els brigants, amb la seva imatge d'herois del poble, van atreure l'atenció de molts artistes; en aquest dibuix el pintor Salvator Rosa (1615-1673) es retrata fent aquesta feina.

A finals del segle XVI entre els territoris de l'Emília-Romanya i la Toscana un home, també de família noble, Alfonso Piccolomini, es va fer famós pels saqueigs de la seva banda armada. Inicialment va ser amic del gran duc de Toscana, qui el va salvar de ser capturat ajudant-lo a fugir cap a França. probablement va treballar contractat pels enemics dels Mèdici i dels espanyols dels Presidis Toscans, va amenaçar des de les muntanyes de Pistoia i va aprofitar la fam causada per la carestia del 1590 per sublevar el poble contra els governants mentre feia les seves incursions. El duc i els estats pontificis es van veure obligats a unir-se contra ell i el van capturar el 16 de març del 1591.
Marco Sciarra fou un altre brigant d'aquesta època, del qui es diu que un miler d'homes van ser les seves víctimes i es va enemistar tant amb espanyols com amb els Estats Pontificis. Un altre famós brigant va ser Alfonso Piccolomini, que atacava per l'Úmbria, el Laci i la regió de les Marques. Altres capitans de colles de brigants eren: Battistello da Fermo, Francesco Marocco, Giulio Pezzola i Bartolomeo Vallante; mentre que al mateix període va sorgir a Calàbria Marco Berardi congeut pel sobrenom de "Rei Marcone".
En aquesta època es va fer famós un caçador de brigants, el capità Antino Tocco, capturant-ne alguns al Regne de Nàpols.El 1557, el papa Pau IV va ordenar la destrucció d'un poble: Montefortino ja que tots els seus habitants o eren brigants o els en donaven suport. Cesare Riccardi, conegut pel sobrenom "Abate Cesare", es va veure empès a la vida de brigant per haver matat un noble el 1669 i ser declarat fora de la llei; entre les seves pràctiques estava el segrest de persones a canvi de diners, que podia durar mesos.
El papa Sixt V es va proposar fer els seus territoris més segurs i va aconseguir capturar-ne molts. El seu pla d'acció va consistir en tres punts: petits grups d'homes armats amagats als boscos combatien els bandolers; pagament de recompenses als delators; als brigants acusats de delictes menors se'ls oferia a canvi de la seva rendició treballar a les tropes pontifícies. El 1595 el papa Climent VIII també va destinar algunes companyies armades a contraatacar els bandolers que atacaven per les províncies de Frosinone i Anagni. Probablement si tots els governants italians haguessin unit esforços el problema s'hagués acabat, però la realitat era una altra. El 1594 aquest papa es lamentava de l'actitud del virrei de Nàpols donant fugida als bandits.
Segons Rovani, durant els dos segles de domini espanyol a Nàpols, els bandits van governar el país. Els nobles, si no volien ser víctimes del seu assetjament es veien obligats a protegir-los, però també usant-los de vegades com a matons quan els era convenient, fet que va atreure a la regió persones sense res a perdre en una època (1647 - 1672) de temps políticament turbulents en relació als francesos. Al març del 1645 es va emetre a Nàpols un perdó general a tots els bandits que acceptessin canviar la pena de mort per un enrolament a la milícia. Un historiador contemporani va estimar que es van donar d'alta al voltant de 6.000 homes, d'una població de 2 milions de persones. A Crotona, el famós bandit "Rei Marcone" va fer una contraoferta: dos mil escuts a canvi d'un marquès espanyol i deu per cada cap d'espanyol mort.

## Elseglexviiii el període preunitari

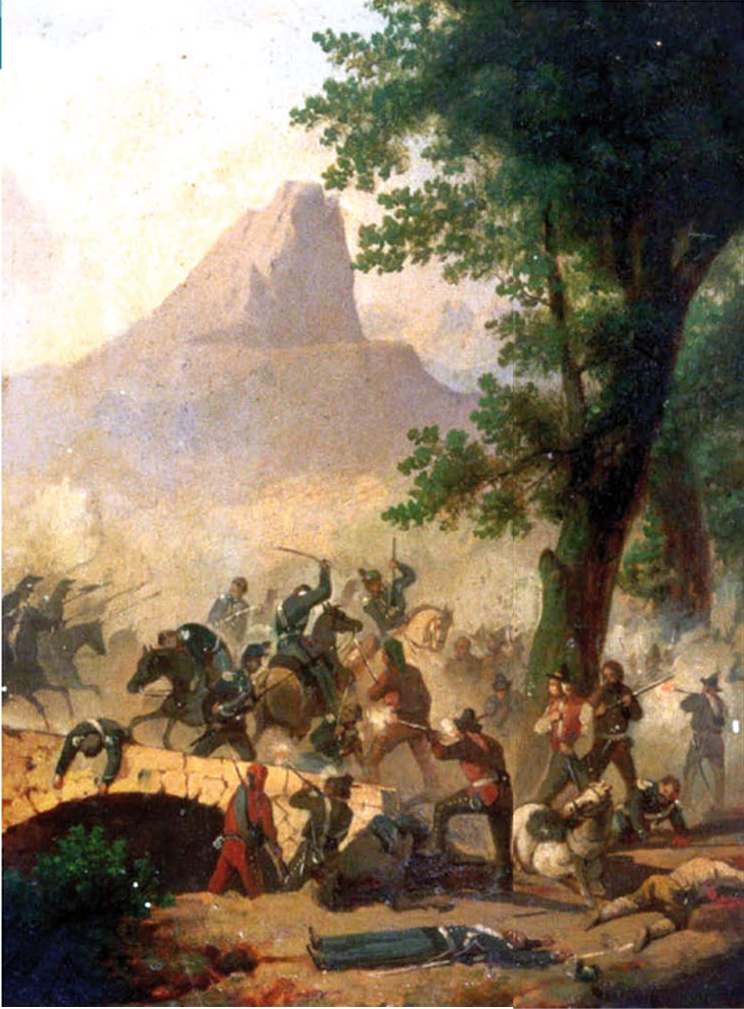
Escena de lluita per reprimir la briganteria

El 1760 el brigantaggio va agafar força al Regne de Nàpols, una colla de bandits assaltaven a tothom qui podien i els obligaven a pagar un "impost", fins i tot van segrestar el cardenal Innico Caracciolo. Angelo Duca (conegut com a Angiolillo) que havia estat atacant pel territori de la Campània, la Pulla i especialment a Basilicata, fou capturat el 1784, va ser penjat a Salern, però la seva mort havia de servir d'exemple dissuasiu per altres com ell i, per això, van tallar a trossos el seu cadàver i el cap va ser exposat a Calitri.No va ser l'únic cas en què es va exhibir el cos del delinqüent mort, com a prova de l'acció de la justícia, entre altres casos està el de Stefano Pelloni, dit "el Passatore", executat a Romagna el 1851, el cos del qual fou portat en carro de poble en poble.
El 1799 el cardenal Fabrizio Ruffo va crear l'Exèrcit de la Santa Fe, per combatre els revolucionaris que havien enderrocat al rei de Nàpols. Entre els reclutats com a santfedistes, el cardenal va acceptar molts brigants. Els borbònics van lluitar fortament contra el brigantaggio perquè, més que mai abans, havia pres unes connotacions polítiques que no convenien als monàrquics; de fet, molts ciutadans donaven suport als brigants. Entre els caps dels brigants d'aquesta època es recorden en especial quatre: Pronio, Sciarpa, Fra Diavolo, el més famós i que finalment va acceptar enrolar-se en l'exèrcit napolità a canvi de la condonació de la pena, i Gaetano Mammone, descrit com una persona extremament cruel. Valentino Alonzi, lloctinent de l'anterior, va ser un dels majors bandits de l'època preunitària; la majoria d'ells, van arribar al grau de coronel i van rebre honors.

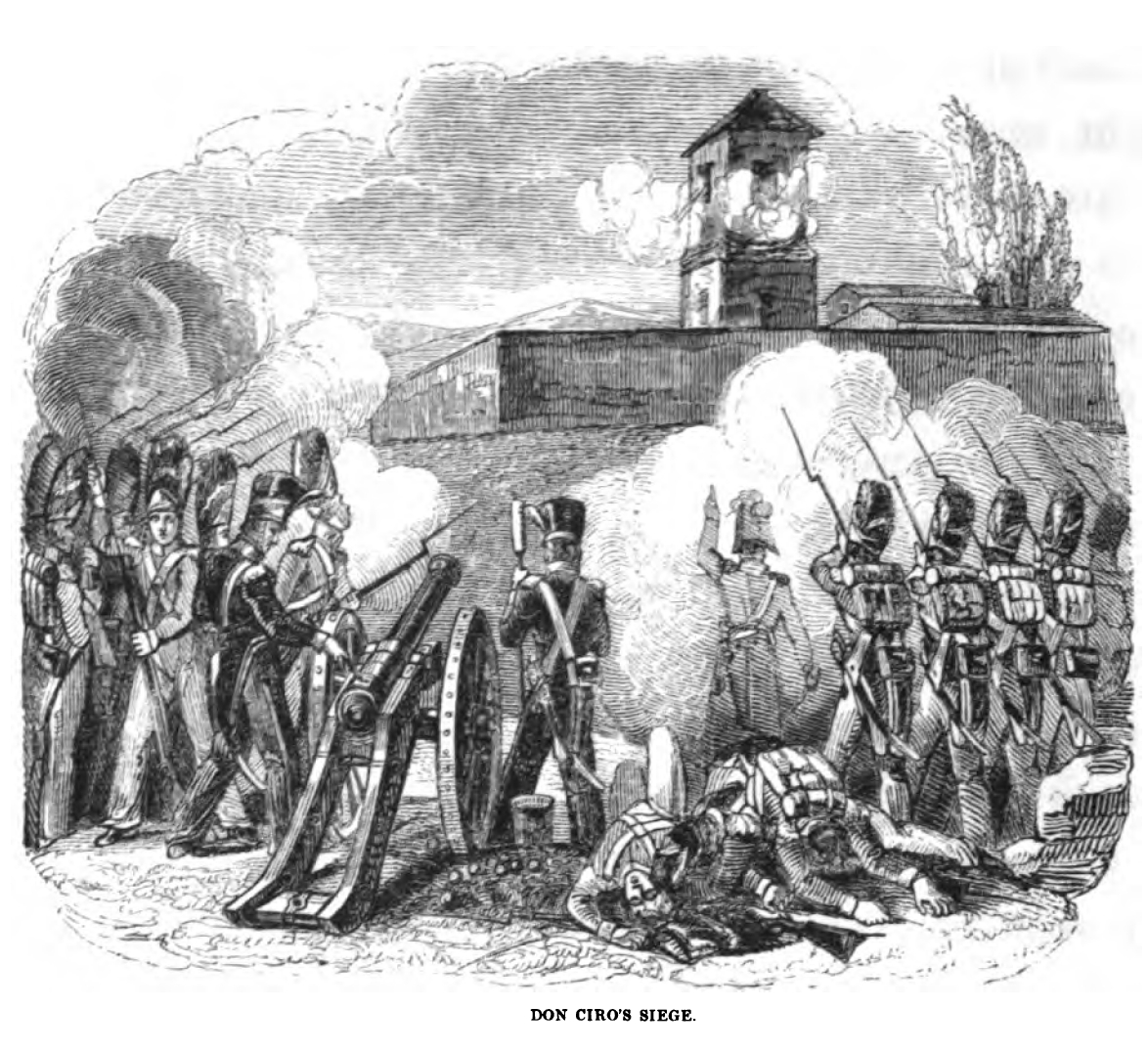
Assetjament final contra el brigant Papa Ciro

Caiguda la República, els brigants no van abandonar el seu sistema de vida. Mammone fou capturat i va morir a la presó el 1802. Fra Diavolo va estar temporalment empresonat l'octubre del 1800, però fou alliberat per ordre del rei Ferran IV i se li va permetre tornar a la seva ciutat amb el grau de Comandant General del departament d'Itri, en compensació per haver defensat el país dels invasors francesos napoleònics.

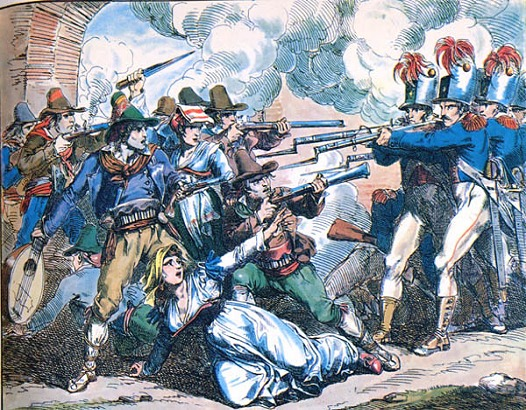
Enfrontament armat contra el brigant Pinelli

Durant el decenni en què el regne de Nàpols va estar governat pels francesos (1806-1815, Josep Bonaparte i Joachim Murat) els brigants van estar molt perseguits, sobretot a Basilicata i a Calàbria. Com que no sabien qui eren ni on trobar-los, el 1806, els generals francesos Andrea Massena i Jean Maximilien Lamarque, van decidir castigar a tota la població, concretament les ciutats de Lagonegro, Viggiano, Maratea i Lauria, on van haver afusellaments indiscriminats. Una de les colles de bandits més temudes d'aquesta època va ser la de Domenico Rizzo, conegut pel sobrenom de "Taccone", qui va arribar a proclamar-se "Rei de Calàbria i Basilicata". Entre els francesos perseguidors de brigants va destacar el coronel Charles Antoine Manhès, recordat per la seva determinació i crueltat; quan es va restaurar la monarquia borbònica, el rei el va confirmar en el seu càrrec, no es podia permetre perdre un home tan eficaç. De fet, Ferran IV va emetre un decret el 1816 donant especials poders a l'exèrcit per acabar amb la pràctica del brigantaggio. El 4 de juliol del mateix any el govern dels Estats Pontificis i el de Nàpols van estipular un acord de col·laboració per erradicar el bandolerisme i el 1818 el van tornar a signar. A la regió de la Pulla els brigants es van unir a una societat secreta antiborbònica i estaven comandats per un home que es feia dir Papa Ciro. La destrucció d'aquest grup va ser encomanada pel rei al general anglès Richard Church, el qual va complir amb les expectatives. El 1818, Church va ser destinat a Sicília i la seva feina a la Pulla fou continuada pel general Guglielmo Pepe qui va organitzar milícies. El 1817 a Cilento el grup dels germans Capozzoli van iniciar les seves activitats delictives i van ser perseguits. El 1828 es van unir a una altra colla de bandolers, els Filadelfi, però finalment van ser detinguts al Cilento, assetjats pel militar Francesco Saverio Del Carrettola; els seus caps foren tallats i exposats de la forma habitual.

### Lleis especials
Al Regne de les Dues Sicílies
El 1821 el rei del recent creat Regne de les Dues Sicílies va emetre un decret amb dures mesures contra els bandolers i els seus col·laboradors. Es van establir quatre tribunals militars per fer judicis ràpids als membres d'una llarga llista de brigants que es va publicar per al coneixement de tothom i en la qual s'oferien 200 ducats per cada dirigent i 100 per cada uns dels components d'aquests grups. La pena era sempre la mort, tant si havien assassinat algú com si només havien robat. L'amnistia era només per als bandolers que eliminaven altres bandolers.
Als Estats Pontificis

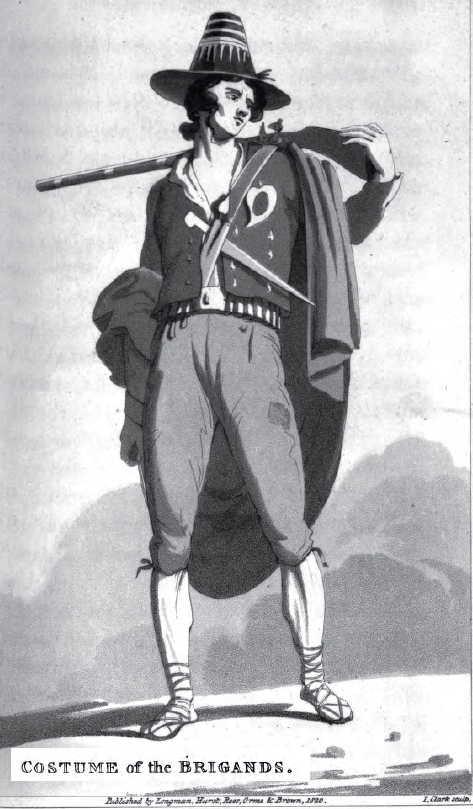
Es van publicar escrits sobre els brigants que van provocar actuacions poc raonades per part dels governants

El papa Innocenci XIII havia fet un edicte el juliol del 1696 prometent 100 escuts d'or al qui capturés un bandit i amenaçava de portar a galeres o amb cadena perpètua als qui, sabent alguna cosa sobre ells, callessin.No obstant això, la situació no havia millorat gaire en arribar el segle xix, quan l'àrea inclosa entre la ciutat de l'Aquila, la de Terracina i el riu Tíber i el Garigliano estava sempre subjecta a la freqüent activitat dels brigants. En aquells territoris el bandoler Giuseppe Mastrilli va estar actuant durant 40 anys abans no el van capturar i llavors van exposar el seu cap dins d'una gàbia a la porta del municipi de Terracina, que des de llavors porta el seu nom. En aquesta zona els brigants no s'aconformaven amb robar als rics, també robaven als camperols i violaven dones. Uns dels més famosos foren Antonio Gasbarrone i el seu ajudant Tommaso Transerici, que fou l'artífex de l'intent de segrest de Lucien Bonaparte quan estava a la seva vil·la de Frascati l'any 1817. El cardenal Ercole Consalvi, intentant pacificar la contrada, va emetre una proclama invitant els bandits a rendir-se, prometent-los una pena lleu que consistiria en sis mesos de presó al Castel Sant'Angelo. Uns quants es van lliurar a la justícia, però passat el temps de condemna promesa no els van alliberar.No va ser una mesura prou efectiva, ja que el 1819 el cardenal Consalvi va emetre un edicte decretant la destrucció de la ciutat de Sonnino, per haver arribat la notícia que acollien brigants; quan ja portaven destruïdes vint cases van decidir que el castig es podia donar per acabat.Amb el mateix edicte es prometia una reducció dels impostos sobre la sal i la farina a aquells municipis que delatessin els brigants. A cada poble, quan hi hagués notícia de l'activitat dels bandolers, calia reunir-se tots els ciutadans al toc de campana i qui no feia cap era acusat de col·laborar amb ells, per tant el castigaven durament. Després d'emetre l'edicte se'ls donava un mes de temps per lliurar-se a la justícia i suplicar clemència.

### Influència de la premsa
La Romanya i el Laci
A la Romanya els diaris publicaven sobre l'estat d'inseguretat i com a reacció les autoritats es van afanyar a fer judicis. En dos processaments a Faenza i a Imola foren condemnades i afusellades 82 persones, 10 van poder commutar la pena capital per l'empresonament i altres 13 detinguts van ser penats amb cadena perpètua i, el març del 1851 cent persones més eren arrestades i processades de forma semblant a Bolònia.

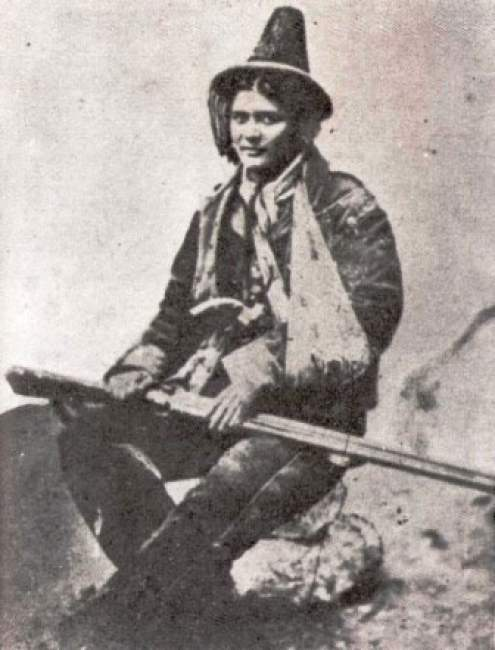
En el període postunitari van canviar alguns objectius i van haver més dones dedicades a aquesta vida, com la famosa Ciccilla

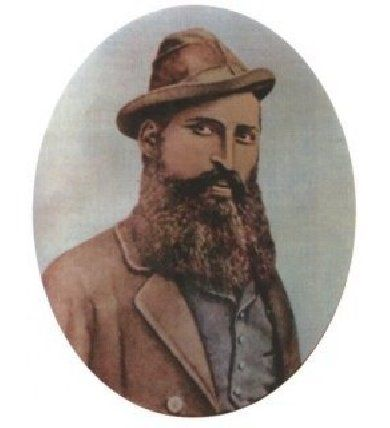
Carmine Crocco, un dels més famosos brigants del període postunitari

A la Romanya el més famós bandoler va ser Stefano Pelloni, dit il Passatore, el qual tenia fama de només robar als rics i compensar als pobres.
En un article del 25 de maig del 1867, el diari Civiltà Cattolica acusava de l'increment del bandolerisme als estats papals al partit garibaldista, que segons aquest diari pretenia afeblir l'Estat, augmentar el descontentament de la població, facilitar la invasió i la posterior captura de Roma.
A La Llombardia i el Vèneto
Al Vèneto i a l'àrea de la Baixa Màntua, en particular les províncies de Pàdua, Venècia, Rovigo hi havia també incursions de bandits, que es reunien en petits grups compostos per desertors de l'exèrcit austríac, l'exèrcit de l'antic Regne d'Itàlia i gent que patia pobresa. Les autoritats austríaques van instituir dues seccions per contraatacar al Vèneto i a la Llombardia, que entre el juny del 1850 i el juny del 1853 van dur a terme 1.400 els processaments, emetent 1.144 sentències de mort de les quals 409 les van executar ells mateixos.

## Elbrigantaggiopostunitari
El 1861 es va crear un nou estat amb la unificació de territoris, el Regne d'Itàlia i el brigantaggio no va tardar a fer acte de presència, sobretot al sud. Els mètodes de repressió van estar molt criticats, fins i tot a l'estranger:l'escocès McGuire, el francès Gemeau i l'espanyol Nocedal.La premsa atribuïa les causes a la puja d'impostos, la incompetència del nou govern, l'augment del preu dels productes de primera necessitat i l'agreujament de la qüestió de la propietat estatal per oportunisme dels terratinents rics.Els brigants d'aquest període eren principalment persones d'extracció humil, antics soldats de l'exèrcit de les Dues Sicïlies i antics garibaldistes, entre els quals també hi havia bandits comuns. La seva revolta fou encoratjada i sostinguda pel govern borbònic des de l'exili, pel clergat i per moviments exteriors com els carlistes espanyols. Nombrosos van ser els bandolers del període que van passar a la història.
Carmine "Donatello" Crocco, fou un dels més famosos brigants d'aquell període, va aconseguir tenir sota el seu comandament fins a dos mil homes, atacant per Basilicata, Campània, Molise i Pulla; els seus lloctinents eren Ninco Nanco i Giuseppe Caruso.
Una part dels bandits que actuaven per la Basilicata, eren independentistes encoberts que volien donar la imatge d'un sud ingovernable perquè així s'optés per la creació d'un estat independent monàrquic que hauria tingut com a monarques els descendents de Joachim Murat.
Alguns bandolers que van posar la situació difícil van ser: Cosimo Giordano, Luigi "Chiavone" Alonzi, Michele "Colonnello" Caruso; però també hi havia dones brigants: Filomena Pennacchio, Michelina Di Cesare, Maria Maddalena De Lellis i Maria Oliverio.
Per sufocar les rebel·lions del sud, es va haver de fer reforços militars i promulgar normes especials de caràcter temporal com la llei Pica en vigor des de l'agost 1863 al desembre del 1865. A la derrota del brigantaggio va contribuir també l'actitud del Vaticà que des del 1864 no en va donar refugi a cap més ni va prometre indults, arrestant al mateix Crocco.
A la segona meitat del segle xix, els casos de brigantaggio, fora dels territoris del sud, es van fer cada cop més esporàdics fins a desaparèixer completament. A la Maremma, una àrea entre la Toscana i el Laci es recorda a Domenico Tiburzi, considerat un protector dels dèbils. A la província de Grosseto i a la de Viterbo, aquest fenomen, a diferència del brigantaggio meridional, no era delinqüència organitzada, cada bandoler actuava per separat, per tant no calia l'actuació de l'exèrcit. Els objectius havien canviat, el blanc de les seves accions eren els símbols de la nova nació, els representants de l'autoritat pública: els guardes de caça i caps de la policia, a més de les grans terratinents. Alguns d'aquests va ser Luigi Rufoloni dit "Rufolone" i Francesco Demichelis, dit "Biondin". A finals del segle xix només quedaven uns pocs brigants a la Basilicata, Michele di Gè, Eustachio Chita (considerat el darrer dels brigants i les restes del qual estan en un museu de Torí) i Giuseppe Musolino, a Calàbria.